# Список умерших в 939 году

## Июль
- 13 июля — Лев VII, Папа Римский (936—939)[1].

## Октябрь
- 2 октября — Гизельберт, граф Маасгау (Жильбер II) (915—939), герцог Лотарингии (925/928—939)[2].
- 23 октября — Эберхард, граф в Гессенгау и в Перфгау (913—939), граф в Верхнем Лангау (913—928), маркграф Франконии (914—918), герцог Франконии (918—939) и герцог Лотарингии (926—928)[3].
- 27 октября — Этельстан, король Англии (924—939)[4].

## Дата смерти неизвестна или требует уточнения
- Ашот Кискаси, грузинский принц Тао-Кларджети из династии Багратионов.
- Ибн Абд Раббих, арабский поэт, филолог, историк.
- Пьетро II Кандиано, 19-й венецианский дож (932—939)[5].